# Kunata Kottulinsky
Kunata Johann Ignaz Joseph Kottulinsky (* 6. Juli 1914 in Neudau; † 25. August 2004 in Attersee am Attersee, bis 1919 Graf Kottulinsky) war ein österreichischer Manager und Verbandsfunktionär. Er war von 1971 bis 1974 Generalsekretär der Industriellenvereinigung und anschließend bis 1984 Vizepräsident der Österreichischen Nationalbank.

## Biografie
Kottulinsky stammte aus einer altösterreichisch-oberschlesischen Familie, die der Oststeiermark begütert ist. Er absolvierte Studien an der Universität Graz und der Hochschule für Welthandel in Wien und graduierte 1938. Von 1940 bis 1945 war er als Kavallerie-Offizier im Kriegseinsatz, unter anderem in der 1. Kosaken-Kavallerie-Division. Nach 1945 zunächst Jurist in der steirischen Landesverwaltung, war er ab 1948 für die Wirtschaftskammer und ab 1954 für die Industriellenvereinigung tätig. Bei der IV leitete er die Abteilung für Industriepolitik und war ab 1966 Hauptgeschäftsführer.
Politisch war er Anfang der 1950er-Jahre im bürgerlich-konservativen „Quiritenklub“ um den Verleger Fritz Molden aktiv und fungierte als Salzburger Landesobmann der Aktion zur politischen Erneuerung von Ernst Strachwitz. 1953 kandidierte er für die Wahlpartei der Unabhängigen für den Nationalrat; im Jahr 1970 dann für die ÖVP.
1974 wurde Kottulinsky zum Nationalbank-Vizepräsidenten bestellt; unter den Präsidenten Hans Kloss und Stephan Koren amtierte er bis 1984.
Kottulinsky war der jüngere Bruder des Politikers Hans Kottulinsky und Schwiegersohn von Alain Rohan.